# Летай, Джули
Джули Летай (англ. Julie Letai; р.23 июня 2000 года в Медфилде, штат Массачусетс) — американская шорт-трекистка, участвовала в зимних Олимпийских играх 2022 года, серебряный призёр чемпионата мира. Обучается в Университете Юты в области глобального здравоохранения и международных отношений.

## Спортивная карьера
Джули Летай родилась в семье её отца - доктора Энтони Летая, онколога в Институте рака Дана-Фарбер и профессором Гарвардской медицинской школы, и матери Ирены Лесневской, которая поставила дочь на коньки. Она начала кататься на коньках в возрасте 2-х лет, когда ходила на каток с двумя старшими братьями и сёстрами и смотрела, как они катаются на коньках, но потом сама вышла на лёд.
Джули начала заниматься фигурным катанием с 4 до 6-лет, а в возрасте 7 лет в клубе "Bay State Speedskating" в Уолполе занялась шорт-треком, как хобби, но также занималась другими видами спорта, включая футбол и баскетбол. В летнем лагере 2016 года в Милуоки она получила начальный опыт, где олимпийский призер Кэтрин Ройтер-Адамек была одним из тренеров.
В январе 2018 года участвовала на юниорском чемпионате мира в Польше. Тогда же Джули окончила среднюю школу Медфилда, где была президентом своего класса и главой Национального общества чести школы. Кроме катания на коньках в школе, она бегала на открытом воздухе и по пересеченной местности. Летом 2018 года она перенесла операцию на правом колене и не попала в осеннюю команду на Кубок мира среди взрослых. На чемпионате США в декабре 2018 года заняла 5-е место в общем зачёте.
В январе 2019 года стала 4-й в общем зачёте на юниорском чемпионате США, и на юниорском чемпионате мира в Монреале заняла 4-е место в личном зачёте многоборья. В феврале участвовала на этапе Кубка мира в Дрездене и заняла 5-е место в беге на 1500 м и 15-е в общем зачёте. В декабре на Кубке мира в Шанхае выиграла бронзовую медаль в эстафете, в январе 2020 года на чемпионате четырех континентов с командой заняла 4-е место в эстафете.
В июле 2020 года Летай провела операцию на левом колене из-за тендинита и вернулась на лёд в середине октября. За год до Олимпиады она почувствовала дополнительный стресс, но Летай вернулась, и на чемпионате мира в Дордрехте в 2021 году в составе эстафетной команды заняла 7-е место. На Кубке мира она дважды поднялась на 6-е место и один раз на 5-е в эстафетах. На чемпионате США выиграла два серебра в беге на 500 м и 1500 м и бронзу в беге на 1000 м.
Она квалифицировалась на олимпиаду и в феврале 2022 года на зимних Олимпийских играх в Пекине участвовала на дистанции 1500 м, где заняла 21-е место, а также в женской эстафете стала 8-й. В ноябре 2022 года на чемпионате четырёх континентов в Солт-Лейк-Сити Джули выиграла свою первую медаль на крупном турнире, завоевав бронзу в женской эстафете. Через год на том же чемпионате четырёх континентов в Лавале стала серебряным призёром в смешанной эстафете, после чего участвовала на чемпионате мира в Роттердаме и выиграла серебряную медаль в эстафете.